# 東京都道180号草花小作停車場線
東京都道180号草花小作停車場線（とうきょうとどう180ごう くさばはなおざくていしゃじょうせん）は、東京都あきる野市草花から、東京都羽村市のJR青梅線小作駅に至る、かつて存在した一般都道である。重複部を除いて道路として存在したのは、東京都道29号小作駅入口から小作駅までで、廃止と共に羽村市へ移管された。1999年3月31日に路線廃止された。

## 概要
- 起点:あきる野市草花（東京都道250号あきる野羽村線）交点
- 終点:羽村市小作停車場

## 沿革
- 1961年（昭和36年）3月15日 - 一般都道「友田小作停車場線」が路線認定される（東京都告示第231号「道路法の規定に基く都道の路線の認定」[1]）
  - 整理番号 : 130
  - 起点 : 青梅市友田 牛沼青梅線交点（現在の国道411号）
  - 終点 : 小作駅
  - 重要な経過地 : なし
  - 延長 : 1,826m[2]
- 1966年（昭和41年）4月1日 - 一般都道「友田小作停車場線」の整理番号が130から180に変更される（東京都告示第257号「道道路法の規定に基く都道の整理番号の変更」[3]）
- 1973年（昭和48年）12月4日 - 一般都道「草花小作停車場線」が路線認定される（東京都告示第1283号「道路法の規定に基づく都道の認定」[4]）
  - 整理番号 : 180
  - 起点 : 秋川市草花
  - 終点 : 小作駅
  - 重要な経過地 : 青梅市
  - 延長 : 0m[5]
- 1982年（昭和57年）7月28日 - 一般都道「友田小作停車場線」が路線廃止され（東京都告示第787号「都道の路線廃止」）、同路線の区間であった青梅市友田-小作停車場間について一般都道「草花小作停車場線」の道路区域に編入される（東京都告示第788号「都道の区域決定」）。
- 1999年（平成11年）3月31日 - 一般都道「草花小作停車場線」が路線廃止される（東京都告示第402号「都道の路線廃止」）。